# Фаджуоли, Джованни Баттиста
Джованни Баттиста Фаджуоли (итал. Giovanni Battista Fagiuoli, в некоторых источниках ошибочно Фаджиноли, итал. Faginoli; 1660—1742) — итальянский поэт и драматург.
Состоял на службе у архиепископа Флоренции, в 1690—1694 гг. путешествовал в Польшу в составе папской нунциатуры. Вернувшись во Флоренцию, стал популярным поэтом и драматургом, был одним из основателей местной академии.
Фаджуоли был известен, прежде всего, бурлескной поэзией: Энциклопедия Брокгауза и Ефрона определяет его стихотворения как «грубо-комические», заявляя, что «язык его правилен, изображение нравов близко к жизни, но поэзия, как полагают некоторые, лишена истинного юмора». Американский исследователь Джозеф Спенсер Кеннард называет Фаджуоли «придворным поэтом, опытным льстецом, но с неожиданной склонностью к сатире и сарказму». Впрочем, он же приводит мнение итальянского литературоведа Джузеппе Баччини о том, что Фаджуоли не написал ничего и вполовину настолько забавного, как то, что ему лишь приписывалось. Семь выпусков «Забавных стихов» (итал. Rime piacevoli) Фаджуоли были изданы в 1729—1745 гг. во Флоренции, Лукке и Венеции.
Комедии Фаджуоли были опубликованы в 1734—1736 гг. во Флоренции, собрание насчитывало 22 пьесы. Наряду с пьесами Джироламо Джильи и Якопо Анджело Нелли они рассматриваются как предвестники реформы итальянского театра, проведённой Карло Гольдони.